# Klub Rzymski

Logo Klubu Rzymskiego

Klub Rzymski – nieformalna międzynarodowa organizacja typu think tank założona w 1968 roku, zrzeszająca naukowców, polityków i biznesmenów, zajmująca się badaniem i publikowaniem globalnych problemów świata, w tym również związanych z zagrożeniami środowiska. Składa się ze stu pełnych członków wybranych spośród obecnych i byłych szefów państw i rządów, administratorów ONZ, polityków wysokiego szczebla i urzędników państwowych, dyplomatów, naukowców, ekonomistów i liderów biznesu z całego świata. Od 1 lipca 2008 roku organizacja ma swoją siedzibę w Winterthur w Szwajcarii.

## Tworzenie
Klub Rzymski został założony w kwietniu 1968 roku przez włoskiego przemysłowca Aurelio Peccei i szkockiego naukowca Alexandra Kinga. Powstał, gdy mała międzynarodowa grupa ludzi ze środowisk akademickich, społeczeństwa obywatelskiego, dyplomacji i przemysłu spotkała się w Villa Farnesina w Rzymie, stąd nazwa.

## Problematyka
Kluczem do powstania klubu była problematyczna koncepcja Pecceia. Uważał, że postrzeganie problemów ludzkości – degradacji środowiska, biedy, endemicznego złego stanu zdrowia, nędzy miejskiej, przestępczości – indywidualnie, w izolacji lub jako „problemów, które można rozwiązać na ich własnych warunkach”, jest skazane na niepowodzenie. Wszystkie są ze sobą powiązane. „To ten uogólniony meta-problem (lub meta-system problemów), który nazwaliśmy i będziemy nadal nazywać „problematycznym”, który tkwi w naszej sytuacji”.
W 1970 roku wizja Peccei została przedstawiona w dokumencie napisanym przez Hasana Özbekhana, Ericha Jantscha i Alexandra Christakisa. Zatytułowany „The Predicament of Mankind; Quest for Structured Responses to Growing Worldwide Complexities and Uncertainties: A PROPOSAL”. Dokument służyłby jako mapa dla projektu LTG.

## Granice wzrostu
Klub Rzymski wzbudził znaczne zainteresowanie opinii publicznej pierwszym raportem dla klubu, Granice wzrostu. Opublikowane w 1972 symulacje komputerowe sugerowały, że wzrost gospodarczy nie może trwać w nieskończoność z powodu wyczerpywania się zasobów. Kryzys naftowy z 1973 r. zwiększył zaniepokojenie opinii publicznej tym problemem. Raport sprzedał się w 30 milionach egzemplarzy w ponad 30 językach, co czyni go najlepiej sprzedającą się książką o środowisku w historii.

## Organizacja
Pełnoprawni członkowie angażują się w działalność badawczą, projekty i uczestniczą w procesach decyzyjnych podczas corocznego walnego zgromadzenia klubu. Spośród pełnych członków, 12 jest wybieranych do utworzenia komitetu wykonawczego, który ustala ogólny kierunek i porządek obrad. Spośród komitetu wykonawczego dwóch jest wybieranych na współprzewodniczących, a dwóch na wiceprzewodniczących. Sekretarz generalny jest wybierany spośród członków komitetu wykonawczego. Sekretarz generalny jest odpowiedzialny za codzienne funkcjonowanie klubu z jego siedziby w Winterthur w Szwajcarii. Oprócz członków pełnoprawnych istnieją członkowie stowarzyszeni, którzy uczestniczą w badaniach i projektach, ale nie mają prawa głosu w zgromadzeniu ogólnym.
Klub ma również członków honorowych. Znani członkowie honorowi to Michaił Gorbaczow, Horst Köhler i Felix Unger.

## Stowarzyszenia krajowe
Klub posiada narodowe stowarzyszenia w 34 krajach i terytoriach. Misją stowarzyszeń krajowych jest szerzenie idei i wizji w swoich krajach, oferowanie rozwiązań i lobbowanie na rzecz bardziej zrównoważonej i sprawiedliwej gospodarki w swoich krajach oraz wspieranie międzynarodowego sekretariatu klubu w organizacji wydarzeń, takich jak doroczne walne zgromadzenie.

## Aktualna aktywność
Klub Rzymski opublikował 65 publikacji. Najnowsza wersja z 2022 roku to „Planetary turnaround: an investment banker`s perspective on climate change action”.
Francesco Stipo, dyrektor Stowarzyszenia Klubu Rzymskiego Stanów Zjednoczonych, opowiada się za zjednoczeniem narodów pod rządem światowym, sugerując, że „powinno to odzwierciedlać równowagę polityczną i gospodarczą narodów świata. Światowa konfederacja nie zastąpiłaby władzy rządów stanowych ale raczej ją uzupełnia, ponieważ zarówno państwa, jak i władza światowa miałyby władzę w ramach swoich kompetencji”.
W 2016 roku klub zainicjował nowy projekt młodzieżowy „Reclaim Economics”. Dzięki temu projektowi wspierają studentów, aktywistów, intelektualistów, artystów, twórców wideo, nauczycieli, profesorów i innych, aby „oddalili nauczanie ekonomii od matematycznej pseudonauki, którą się stało”.
14 marca 2019 r. Klub Rzymski wydał oficjalne oświadczenie popierające Gretę Thunberg i szkolne strajki na rzecz klimatu, wzywając rządy na całym świecie do odpowiedzi na wezwanie do działania i ograniczenia globalnej emisji dwutlenku węgla.

## Krytyka
Ekonomista Robert Solow, laureat Nagrody Nobla w dziedzinie nauk ekonomicznych, skrytykował Granice wzrostu (LTG) jako „uproszczony” scenariusz. Był też wokalnym krytykiem Klubu Rzymskiego, który był rzekomo dla amatorów. Powiedział, że „jedyną rzeczą, która naprawdę mnie denerwuje, to amatorzy wygłaszający absurdalne stwierdzenia na temat ekonomii. Nie dlatego, że zasoby naturalne lub wymagania środowiskowe mogą w pewnym momencie nie stanowić ograniczenia, nie dla wzrostu, ale dla poziomu aktywności gospodarczej – nie sądziłem, że to bezsensowny pomysł – ale dlatego, że Klub Rzymski uprawiał dynamikę amatorską bez licencji, bez odpowiednich kwalifikacji. I robili to źle, więc mnie to zirytowało”. Są to wewnętrznie zweryfikowane badania zlecone przez komitet wykonawczy lub sugerowane przez członka lub grupę członków, lub przez osoby i instytucje zewnętrzne. Najnowsza wersja z 2022 roku to Planetary turnaround: an investment banker`s perspective on climate change action.
Analiza modelu światowego zastosowanego w Granicach wzrostu w 1976 roku przez matematyków Vermeulena i De Jongh wykazała, że jest on „bardzo wrażliwy na zmiany małych parametrów” i ma „wątpliwe założenia i przybliżenia”.
Interdyscyplinarny zespół z Jednostki Badawczej Polityki Naukowej Uniwersytetu Sussex dokonał przeglądu struktury i założeń zastosowanych modeli i opublikował swoje odkrycie w „Models of Doom” pokazując, że prognozy przyszłości świata są bardzo wrażliwe na kilka zbyt pesymistycznych kluczowych założeń. Naukowcy z Sussex twierdzą również, że metody, dane i przewidywania Dennisa Meadows i innych są błędne, ponieważ ich modele świata (i ich maltuzjańskie nastawienie) nie odzwierciedlają dokładnie rzeczywistości.
Thomas Sowell w swojej książce z 1995 roku „The Vision of the Anointed” pisze, że korporacjonista Ken Galbraith był między innymi godnym uwagi „teflonowym prorokiem” obok amerykańskiego biologa Paula R. Ehrlicha, Klubu Rzymskiego i Worldwatch Institute; byli całkowicie pewni swoich przewidywań, ale całkowicie obaleni empirycznie, chociaż ich reputacja pozostała całkowicie nienaruszona. Z tą kolekcją „namaszczonych”, jako promotorów światopoglądu wymyślonego z fantazji, niewrażliwych na żadne realne względy.

## Znani członkowie
- Alexander King (1909-2007), prezes Klubu Rzymskiego 1984-1990, członek założyciel[18]
- Michaił Gorbaczow (1931-2022)
- Joseph E. Stiglitz (ur. 1943)
- Bohdan Hawryłyszyn (1926–2016)
- Václav Havel (1936-2011), ostatni prezydent Czechosłowacji, pierwszy prezydent Czech
- Pierre Elliott Trudeau (1919–2000), były premier Kanady;
- Nicholas Georgescu-Roegen (1906-1994), ekonomista